# Saint-Martin-du-Fouilloux (Maine-et-Loire)
Pour les articles homonymes, voir Saint-Martin-du-Fouilloux.
Saint-Martin-du-Fouilloux est une commune française située dans le département de Maine-et-Loire, en région Pays de la Loire.

## Géographie

### Localisation
Commune angevine, Saint-Martin-du-Fouilloux se situe à 12 km à l'ouest d'Angers, aux abords des routes D 723, Saint-Georges-sur-Loire / Saint-Jean-de-Linières, et D 126, Bouchemaine.
Son territoire se situe sur l'unité paysagère des marches du Segréen.

### Climat
Pour des articles plus généraux, voir Climat des Pays de la Loire et Climat de Maine-et-Loire.
En 2010, le climat de la commune est de type climat océanique altéré, selon une étude du CNRS s'appuyant sur une série de données couvrant la période 1971-2000. En 2020, Météo-France publie une typologie des climats de la France métropolitaine dans laquelle la commune est exposée à un climat océanique et est dans une zone de transition entre les régions climatiques « Bretagne orientale et méridionale, Pays nantais, Vendée » et « Moyenne vallée de la Loire ».
Pour la période 1971-2000, la température annuelle moyenne est de 11,8 °C, avec une amplitude thermique annuelle de 14,2 °C. Le cumul annuel moyen de précipitations est de 699 mm, avec 11,5 jours de précipitations en janvier et 5,9 jours en juillet. Pour la période 1991-2020, la température moyenne annuelle observée sur la station météorologique de Météo-France la plus proche, sur la commune de Beaucouzé à 7 km à vol d'oiseau, est de 12,6 °C et le cumul annuel moyen de précipitations est de 709,3 mm,. Pour l'avenir, les paramètres climatiques de la commune estimés pour 2050 selon différents scénarios d'émission de gaz à effet de serre sont consultables sur un site dédié publié par Météo-France en novembre 2022.

## Urbanisme

### Typologie
Au 1er janvier 2024, Saint-Martin-du-Fouilloux est catégorisée bourg rural, selon la nouvelle grille communale de densité à sept niveaux définie par l'Insee en 2022.
Elle est située hors unité urbaine. Par ailleurs la commune fait partie de l'aire d'attraction d'Angers, dont elle est une commune de la couronne,. Cette aire, qui regroupe 81 communes, est catégorisée dans les aires de 200 000 à moins de 700 000 habitants,.

### Occupation des sols
L'occupation des sols de la commune, telle qu'elle ressort de la base de données européenne d’occupation biophysique des sols Corine Land Cover (CLC), est marquée par l'importance des territoires agricoles (87,2 % en 2018), en diminution par rapport à 1990 (90,4 %). La répartition détaillée en 2018 est la suivante : 
prairies (48,7 %), terres arables (29,8 %), zones agricoles hétérogènes (8,7 %), forêts (7,9 %), zones urbanisées (4,9 %). L'évolution de l’occupation des sols de la commune et de ses infrastructures peut être observée sur les différentes représentations cartographiques du territoire : la carte de Cassini (XVIIIe siècle), la carte d'état-major (1820-1866) et les cartes ou photos aériennes de l'IGN pour la période actuelle (1950 à aujourd'hui).

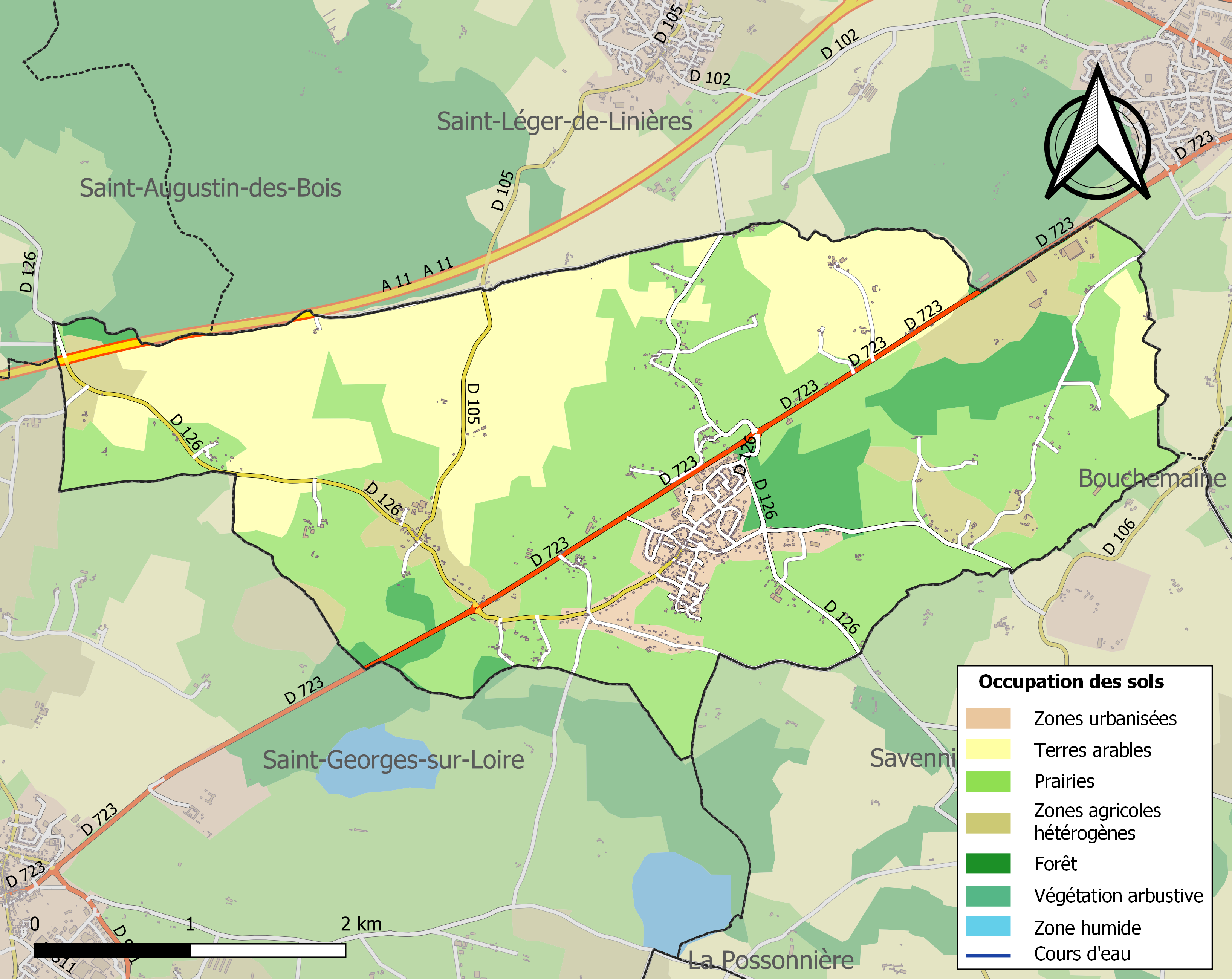
Carte des infrastructures et de l'occupation des sols de la commune en 2018 (CLC).

## Toponymie et héraldique

### Toponymie
La ville de St-Martin-du-Fouilloux en 1333, Le Fouilloux nom révolutionnaire. Du latin folisius (feuillu), ce territoire étant recouvert autrefois d'une importante forêt.

### Héraldique
| Blason de Saint-Martin-du-Fouilloux | Blason  | D'or à un buisson (fouilloux) de sinople chargé d'un saint Martin contourné d'argent partageant son manteau d'azur avec un pauvre nu d'argent. |
| Blason de Saint-Martin-du-Fouilloux | Détails | Le statut officiel du blason reste à déterminer.                                                                                               |

## Histoire
La paroisse est fondée au Moyen Âge avec installation d'une église au XIe siècle. Vers la fin du XVIIe siècle, la population est de 19 feux soit environ 85 habitants en 1688. La seigneurie appartient à cette époque, et jusqu'à la Révolution, aux seigneurs puis comtes de Serrant,.
À la fin du XVIIIe siècle, la paroisse est pauvre. La Carte générale de l'élection d'Angers décrit ainsi la situation : « Près d'Angers, entre des bois. Mauvais fonds, 1/3 à seigle. Peu de froment et d'avoine. Ni orge, ni lin, ni chanvre, ni blé noir, ni pommiers, ni châtaigniers : 2/3 en bois. Ne font commerce que de fagots qu'ils vendent à Angers. »
Saint-Martin-du-Fouilloux fusionne à cette période avec la commune voisine du Petit-Paris ; Paroisse ancienne également, fondée au XIIe siècle autour d'une église. L'édifice est démoli en 1823,.
Le bourg de Saint-Martin connaît des transformations au XIXe siècle : transfert du cimetière en 1848, construction de la mairie-école en 1862, création de l'école publique de filles en 1869, reconstruction de l'église en 1876,.
L'électricité est installée dans le bourg en 1932.
La proximité de l'agglomération d'Angers favorise la croissance de la commune à partir du milieu des années 1970 et les équipements scolaires, sportifs, commerciaux accompagnent le développement de l'habitat. La mairie est installée dans l'ancien presbytère en 1983 et le centre-bourg est réaménagé. Entre 1982 et 1990, la population croît de 24 %.

## Politique et administration

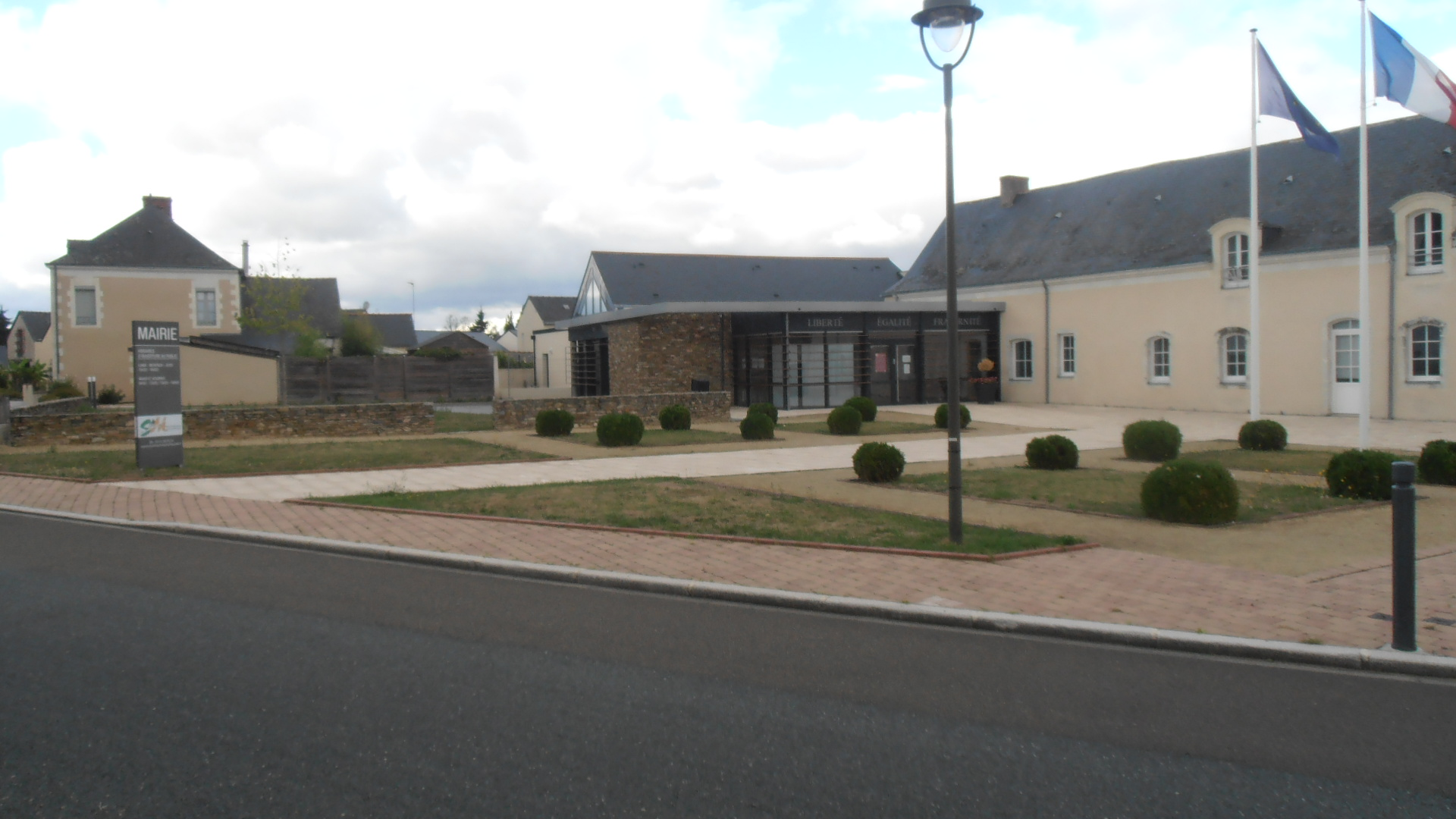
La mairie du village.

### Administration municipale
| Période                         | Période                    | Identité            | Étiquette | Qualité                                       |
| ------------------------------- | -------------------------- | ------------------- | --------- | --------------------------------------------- |
| 1790                            | 1792                       | Pierre Ménard       |           | Meunier Syndic en 1789, maire en 1790         |
| décembre 1792                   | an III                     | Pierre Vétélé       |           |                                               |
| messidor an III                 |                            | René Vétélé         |           |                                               |
| an IV                           |                            | René Pressoirier    |           |                                               |
| 10 messidor an VIII             |                            | Pierre Ménard       |           |                                               |
| 1832                            |                            | Pierre-Élie Boumier |           | Tailleur de pierre et secrétaire de mairie    |
| 1834                            |                            | François Colin      |           | Agriculteur                                   |
| 1837                            | 20 août 1840 (démission)   | Urbain Martin       |           | Agriculteur                                   |
| 1840                            |                            | François Méron      |           | Agriculteur                                   |
| 8 juillet 1852 (installé le 25) | 2 juin 1857 (démission)    | Benjamin Legueu     |           | Notable angevin                               |
| 4 juin 1857 (installé le 9)     |                            | Michel Ménard       |           | Meunier                                       |
| 1865                            | 1881                       | Pierre Portier      |           | Agriculteur                                   |
| 1881                            | 1884                       | Auguste Vételé      |           | Agriculteur                                   |
| 1884                            |                            | Louis Portais       |           | Forgeron                                      |
| 1888                            |                            | Joseph Méron        |           | Agriculteur                                   |
| 1880                            |                            | Louis Portais       |           | Forgeron                                      |
| 1890                            | 1896                       | Louis Pineau        |           | Agriculteur                                   |
| 1896                            | 1919                       | Étienne Pineau      |           | Grainetier et aubergiste                      |
| 1919                            | 1929                       | Étienne Ravary      |           | Agriculteur                                   |
| 1929                            | 1945                       | Henri Pelourdeau    |           | Maçon                                         |
| 1945                            | 1945                       | René Ravary         |           | Agriculteur                                   |
| 1945                            | 1965                       | Paul Chalain        |           | Agriculteur                                   |
| mars 1965                       | 1971                       | Raoul Belliard      |           | Agriculteur                                   |
| mars 1971                       | 1995                       | Ernest Talour       |           | Comptable                                     |
| juin 1995                       | 2008                       | Robert Audoin       |           | Inspecteur d'académie                         |
| mars 2008                       | mars 2014                  | Bernard Michel      |           | Retraité de la défense                        |
| mars 2014                       | mai 2020                   | François Jaunait    |           |                                               |
| mai 2020                        | 8 janvier 2022 (décès)     | Philippe Reverdy    |           | Directeur qualité dans l’industrie automobile |
| 14 janvier 2022                 | (démission)                | Romain Amiot        |           | Comptable                                     |
| 14 juin 2024                    | En cours (au 16 juin 2024) | Monique Leroy       |           | Éducatrice spécialisée retraitée              |

### Intercommunalité
La commune est intégrée à la communauté urbaine Angers Loire Métropole depuis la disparition de la communauté d'agglomération d'Angers Loire Métropole, elle-même membre du syndicat mixte Pays Loire-Angers.

### Autres circonscriptions
Jusqu'en 2014, Saint-Martin-du-Fouilloux fait partie du canton de Saint-Georges-sur-Loire et de l'arrondissement d'Angers. Ce canton compte alors dix communes. Dans le cadre de la réforme territoriale, un nouveau découpage territorial pour le département de Maine-et-Loire est défini par le décret du 26 février 2014. La commune est alors rattachée au canton d'Angers-3, avec une entrée en vigueur au renouvellement des assemblées départementales de 2015.

## Population et société

### Démographie

#### Évolution démographique
L'évolution du nombre d'habitants est connue à travers les recensements de la population effectués dans la commune depuis 1793. Pour les communes de moins de 10 000 habitants, une enquête de recensement portant sur toute la population est réalisée tous les cinq ans, les populations de référence des années intermédiaires étant quant à elles estimées par interpolation ou extrapolation. Pour la commune, le premier recensement exhaustif entrant dans le cadre du nouveau dispositif a été réalisé en 2007.

En 2022, la commune comptait 1 693 habitants, en évolution de +1,26 % par rapport à 2016 (Maine-et-Loire : +2,12 %, France hors Mayotte : +2,11 %).
| 1793 | 1800 | 1806 | 1821 | 1831 | 1836 | 1841 | 1846 | 1851 |
| ---- | ---- | ---- | ---- | ---- | ---- | ---- | ---- | ---- |
| 160  | 477  | 573  | 725  | 687  | 710  | 813  | 840  | 842  |

| 1856 | 1861 | 1866 | 1872 | 1876 | 1881 | 1886 | 1891 | 1896 |
| ---- | ---- | ---- | ---- | ---- | ---- | ---- | ---- | ---- |
| 820  | 788  | 807  | 781  | 781  | 778  | 774  | 790  | 769  |

| 1901 | 1906 | 1911 | 1921 | 1926 | 1931 | 1936 | 1946 | 1954 |
| ---- | ---- | ---- | ---- | ---- | ---- | ---- | ---- | ---- |
| 686  | 700  | 674  | 547  | 524  | 511  | 484  | 482  | 465  |

| 1962 | 1968 | 1975 | 1982  | 1990  | 1999  | 2006  | 2007  | 2012  |
| ---- | ---- | ---- | ----- | ----- | ----- | ----- | ----- | ----- |
| 463  | 506  | 596  | 1 061 | 1 315 | 1 368 | 1 559 | 1 586 | 1 651 |

| 2017  | 2022  | - | - | - | - | - | - | - |
| ----- | ----- | - | - | - | - | - | - | - |
| 1 674 | 1 693 | - | - | - | - | - | - | - |

#### Pyramide des âges
La population de la commune est relativement jeune.
En 2018, le taux de personnes d'un âge inférieur à 30 ans s'élève à 34,1 %, soit en dessous de la moyenne départementale (37,2 %). À l'inverse, le taux de personnes d'âge supérieur à 60 ans est de 24,1 % la même année, alors qu'il est de 25,6 % au niveau départemental.
En 2018, la commune compte 833 hommes pour 841 femmes, soit un taux de 50,24 % de femmes, légèrement inférieur au taux départemental (51,37 %).
Les pyramides des âges de la commune et du département s'établissent comme suit.
| Hommes | Classe d’âge | Femmes |
| ------ | ------------ | ------ |
| 0,5    | 90 ou +      | 0,6    |
| 4,5    | 75-89 ans    | 4,7    |
| 19,1   | 60-74 ans    | 18,7   |
| 22,7   | 45-59 ans    | 23,4   |
| 18,5   | 30-44 ans    | 19,1   |
| 13,9   | 15-29 ans    | 13,3   |
| 20,8   | 0-14 ans     | 20,2   |

| Hommes | Classe d’âge | Femmes |
| ------ | ------------ | ------ |
| 0,9    | 90 ou +      | 2,1    |
| 7      | 75-89 ans    | 9,5    |
| 16,2   | 60-74 ans    | 16,9   |
| 19,4   | 45-59 ans    | 18,7   |
| 18,2   | 30-44 ans    | 17,5   |
| 18,8   | 15-29 ans    | 17,6   |
| 19,5   | 0-14 ans     | 17,6   |

## Économie
Sur 121 établissements présents sur la commune à fin 2010, 12 % relèvent du secteur de l'agriculture (pour une moyenne de 17 % sur le département), 5 % du secteur de l'industrie, 18 % du secteur de la construction, 57 % de celui du commerce et des services et 8 % du secteur de l'administration et de la santé. Fin 2015, sur les 165 établissements actifs, 7 % relèvent du secteur de l'agriculture (pour 11 % sur le département), 6 % du secteur de l'industrie, 12 % du secteur de la construction, 63 % de celui du commerce et des services et 13 % du secteur de l'administration et de la santé.

## Culture locale et patrimoine

### Lieux et monuments
Patrimoine :
- L'église néogothique du XIXe siècle[16] ;
- Motte féodale de Belle-Noue, vestiges d'une motte féodale entourée d'une douve défensive, route de Saint-Léger-des-Bois[17].

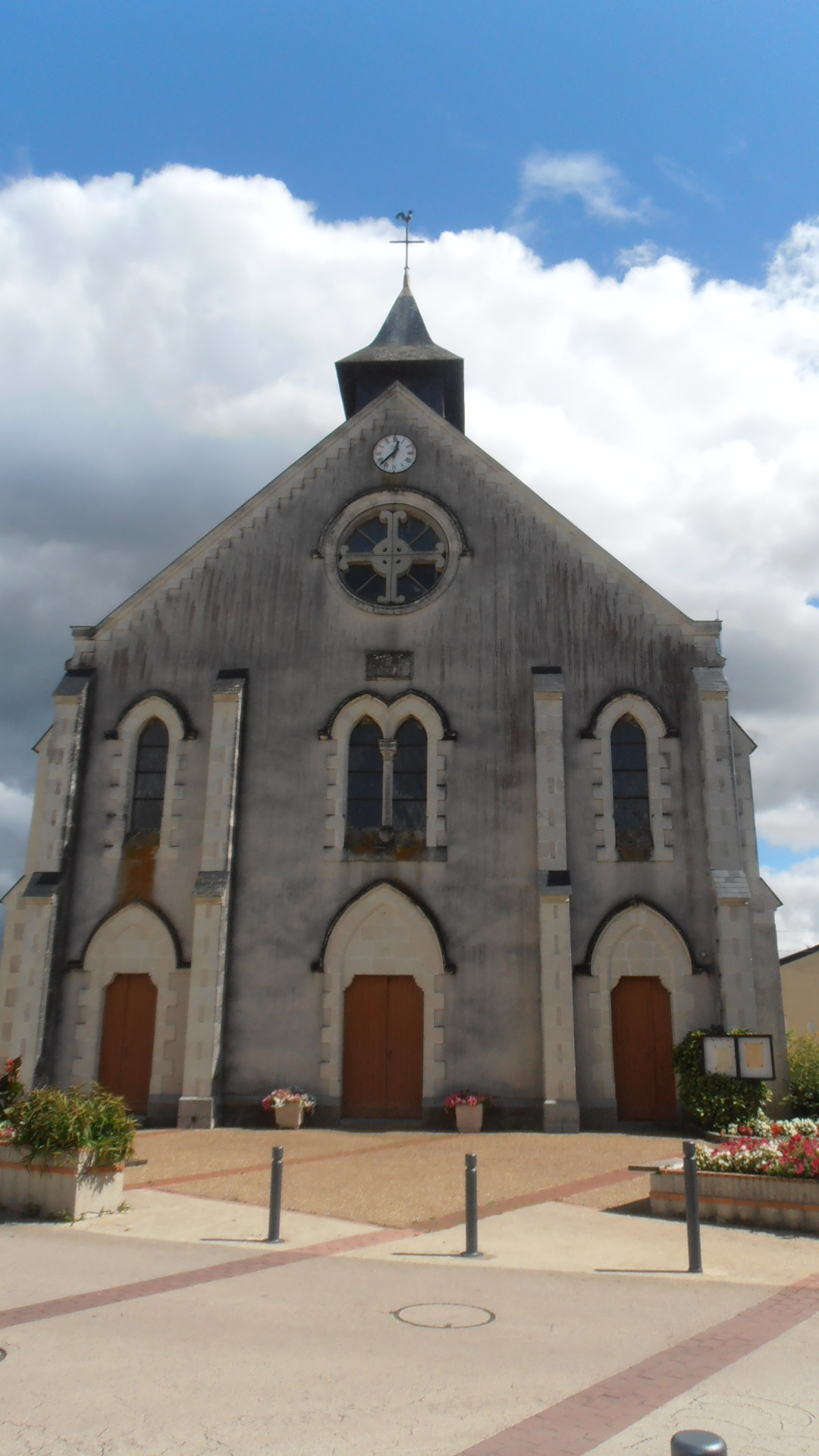
L'église
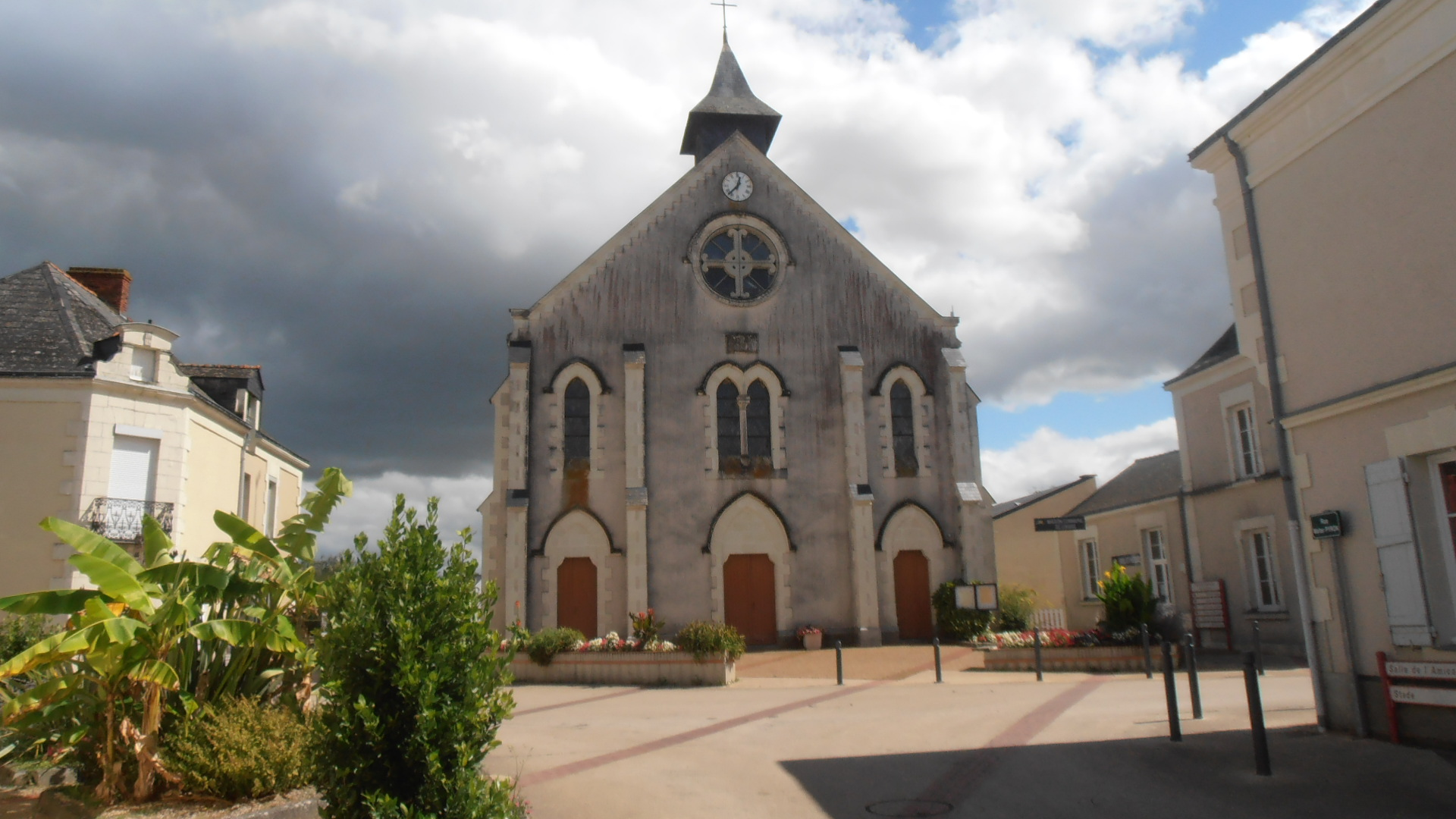
L'église et sa place
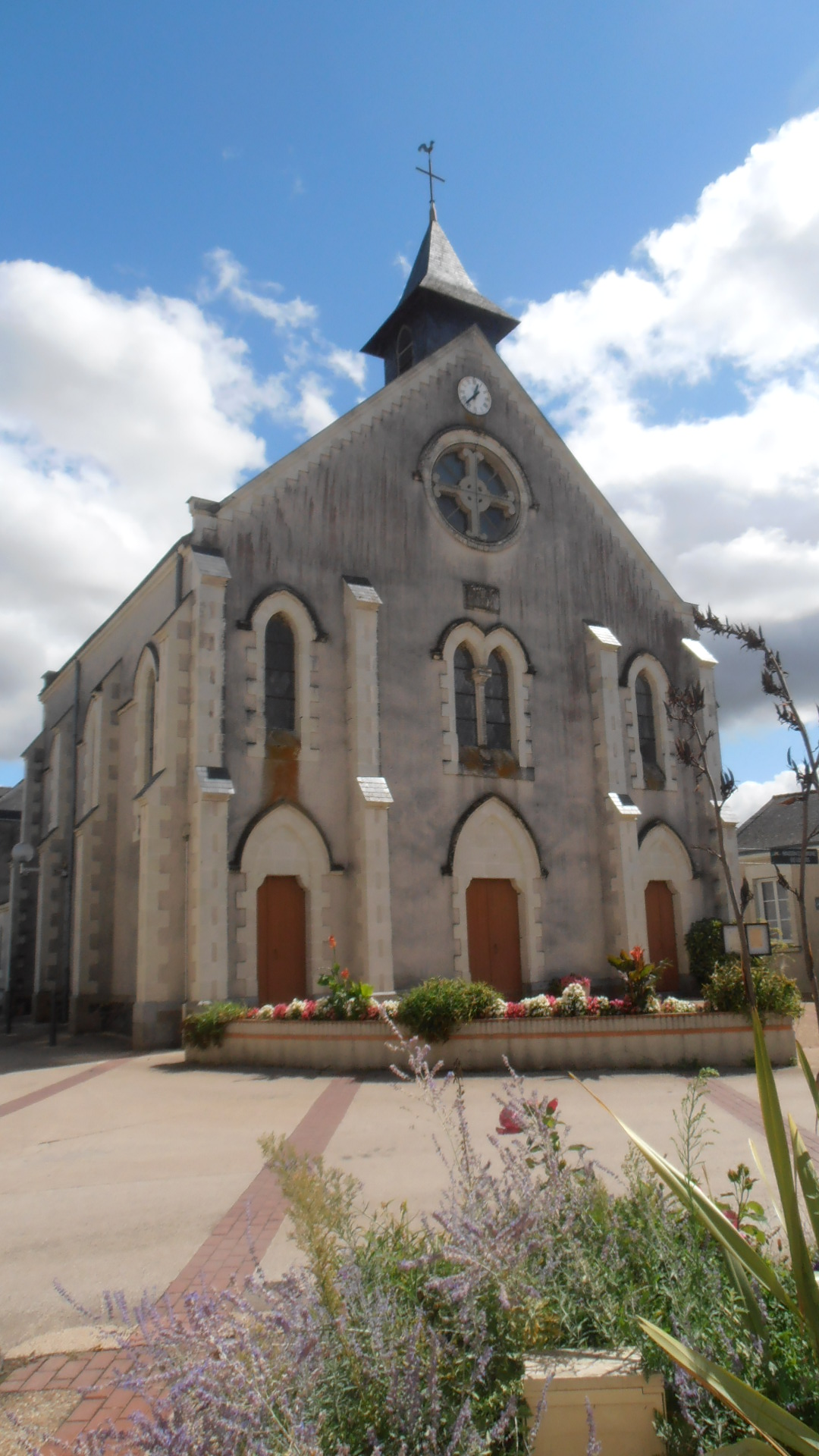